# Burghard Schneider
Burghard Schneider (* 28. Dezember 1944 in Breslau) ist ein deutscher politischer Beamter (ehemals SPD) und Verbandsfunktionär.
Schneider wuchs unter anderem in Marl (Kreis Diepholz), in Bielefeld und in Köln auf, wo er im Jahr 1966 das Abitur ablegte. Anschließend studierte er Sozial- und Rechtswissenschaften an der Ruhr-Universität Bochum und legte 1974 das erste juristische Staatsexamen ab. Von 1975 bis 1980 leitete er Akademien für politische Bildung in Lage und Bergisch Gladbach.
Ab 1981 war Schneider Pressesprecher der SPD-Fraktion im Landtag des Saarlandes und der SPD Saar. Zusätzlich übernahm er 1985 die Position des Geschäftsführers der SPD-Fraktion im Landtag des Saarlandes. Im Februar 1990 wurde er als Staatssekretär in das Ministerium für Umwelt (ab 1994: Ministerium für Umwelt, Energie und Verkehr) des Saarlandes berufen. Im September 1996 wurde er von Ministerpräsident Oskar Lafontaine (SPD) zum Staatssekretär und Chef der Staatskanzlei sowie zum Europabeauftragten der saarländischen Landesregierung ernannt. Diese Positionen behielt Schneider auch unter Lafontaines Nachfolger Reinhard Klimmt (SPD). Nach dem Wahlsieg der CDU bei der Wahl zum 12. Landtag des Saarlandes am 5. September 1999 schied er am 29. September 1999 aus dem Landesdienst aus. Sein Nachfolger als Chef der Staatskanzlei wurde Karl Rauber (CDU).
Nach dem Regierungswechsel wurde Burghard Schneider im Herbst 1999 Geschäftsführer für Projektentwicklung und Liegenschaften in einem privaten Unternehmen für Seniorendienstleistungen in Saarbrücken. Gleichzeitig war er als Geschäftsführer des 1. FC Saarbrücken tätig. Von September 2000 bis Ende 2009 war Schneider Verbandsdirektor und Sprecher des Vorstands des Verbandes der Wohnungswirtschaft VdW Rheinland Westfalen in Düsseldorf. Die gleiche Funktion übernahm er von November 2006 bis Ende 2010 beim Verband der saarländischen Wohnungs- und Immobilienwirtschaft e. V. – VdW saar in Saarbrücken. Heute ist er als Berater für Wirtschaft und Politik tätig. Aus der SPD trat er im Jahr 2012 aus, weil er mit der Festlegung des Landesvorsitzenden Heiko Maas auf eine Koalition mit der CDU im Vorfeld der Landtagswahl 2012 nicht einverstanden war.
Burghard Schneider ist verheiratet und hat einen Sohn.